# Michael Anderson (regisseur)
Michael Joseph Anderson, Sr. (Londen, 30 januari 1920 – Vancouver 25 april 2018) was een Brits filmregisseur.
Zijn bekendste films zijn de Tweede Wereldoorlogsfilm The Dam Busters (1955), de komische en avontuurlijke actiefilm Around the World in Eighty Days (1956) en het dystopische sciencefictiondrama Logan's Run (1976).

## Leven en werk

### Afkomst en eerste stappen in de filmwereld
Anderson werd in Londen geboren. Zijn ouders waren beiden acteurs. Hij verscheen als acteur in enkele films in 1936. In 1938 werd hij productieassistent in de Elstree Studios waar hij opklom tot regieassistent.
Tijdens de Tweede Wereldoorlog werkte Anderson voor de Royal Corps of Signals, een gevechtsondersteuningseenheid op het gebied van de communicatie. Hij ontmoette er Peter Ustinov. Na de oorlog was hij regieassistent voor School for Secrets (1946) en Vice Versa (1948), Ustinovs twee eerste films. Anderson debuteerde als volwaardig regisseur met de satirische oorlogskomedie Private Angelo (1949). Ustinov was coregisseur en nam tevens de titelrol van de Italiaanse onfortuinlijke soldaat voor zijn rekening. In de eerste helft van de jaren vijftig leverde Anderson vervolgens enkele bescheiden drama's af.

### Eerste twee successen
Andersons eerste film die op veel bijval kon rekenen was de Tweede Wereldoorlogsfilm The Dam Busters (1955). De film was het grootste Brits commercieel succes van 1955 en vertelde het verhaal van de Britse bombardementspiloot Guy Gibson en zijn squadron Avro Lancaster bommenwerpers. De hoofdrol werd vertolkt door Richard Todd, in de jaren vijftig een van de meest populaire acteurs van het Verenigd Koninkrijk die hier zijn meest bekende rol speelde. Later deed Anderson nog drie keer een beroep op hem.
Hij schreef ook 1984 (1956), de eerste filmadaptatie van George Orwell's dystopische gelijknamige roman, op zijn naam.
Nog in 1956 werd hij op grond van The Dam Busters door de Amerikaanse producent Michael Todd aangetrokken voor de regie van de komische en avontuurlijke actiefilm Around the World in Eighty Days, de verfilming van Jules Verne's gelijknamige roman. De film was een internationaal succes en won talrijke prijzen.

### Dramatische thrillers
Na zijn Amerikaans debuut keerde Anderson terug naar het Verenigd Koninkrijk om twee films met Richard Todd te draaien, onder meer de thriller Chase a Crooked Shadow (1958) waarin Todd zijn klassieke rol van held inruilde voor de rol van een potentiële schurk. Shake Hands with the Devil (1959) was de eerste van een reeks Brits-Amerikaanse coproducties. In dit in het Dublin van 1921 gesitueerde drama gaf Anderson aan Hollywood beroemdheid James Cagney een van zijn laatste rollen: Cagney, zijn Ierse roots indachtig, speelde met veel overtuiging een professor geneeskunde die commandant van het IRA is en die het opneemt tegen de Black and Tans.
Anderson regisseerde ook een andere Hollywood-beroemdheid, Gary Cooper, in zijn twee laatste films. Cooper vertolkte de hoofdrol van een integere koopvaardij-officier in de als een maritiem drama verpakte thriller The Wreck of the Mary Deare (1959) waarvan Anderson de regie overnam van Hitchcock die afhaakte. Ook The Naked Edge (1961) was een spannende thriller waarin Deborah Kerr begint te twijfelen aan de oprechtheid van haar man vertolkt door Gary Cooper.
Met Operation Crossbow (1965) en The Quiller Memorandum (1966) leverde Anderson twee nieuwe thrillers af. Operation Crossbow speelde zich af tijdens de Tweede Wereldoorlog en draaide rond de ontwikkeling van een nieuw soort vliegende bom door de nazi's. The Quiller Memorandum was gesitueerd in West-Berlijn waar een neonazigroep Britse geheim agenten vermoordt. In 1968 realiseerde Anderson het profetische drama The Shoes of the Fisherman, gebaseerd op een van de bekendste werken van Morris West. Anthony Quinn vertolkte een Oekraïense aartsbisschop die in volle Koude Oorlog tot paus werd verkozen, tien jaar voordat de Poolse kardinaal Karol Józef Wojtyła tot Paus Johannes Paulus II hetzelfde overkwam. De heel ambitieus opgezette film met een internationaal getinte reeks acteurs behaalde wel enig kritisch succes maar kwam niet uit de kosten.

### Latere carrière
In het begin van de jaren zeventig vestigde Anderson zich in Canada en maakte hij films in Hollywood waarvan Logan's Run (1976) het meest bijval kende. Dit dystopische sciencefictiondrama bood een pessimistische blik op de samenleving in de 23ste eeuw en behaalde veel succes aan de filmkassa. Een jaar later maakte Anderson de thriller Orca (1977), een monsterfilm die in het zog van Jaws werd uitgebracht en het net daarom niet deed aan de kassa.
In 1989 verfilmde Anderson The Jeweler's Shop, een toneelstuk dat paus Johannes Paulus II in 1960 had geschreven, onder de titel La bottega dell'orefice. Burt Lancaster vertolkte zijn laatste rol, de titelrol van de juwelier, die huwelijksringen verkoopt en jonge koppels waarheden over liefde en huwelijk meegeeft.

### Televisie
Na de sciencefictionfilm Millennium (1989) ging Anderson zich bijna uitsluitend wijden aan zijn televisiecarrière die hij al had ingezet met de televisieserie The Martian Chronicles (1980) en de televisiefilm Sword of Gideon, een terroristendrama dat zich afspeelt na het Bloedbad van München.

### Privéleven
Anderson is drie keer getrouwd geweest. Met zijn eerste vrouw, Betty Jordan, huwde hij in 1939 en samen hadden ze vijf kinderen, onder meer een zoon, David C. Anderson (1941-2013), die filmproducent was, en een andere zoon, Michael Anderson, Jr. (1943), die acteur is. In 1969 hertrouwde hij met Vera Carlisle die hem een kind schonk. Ten slotte huwde hij in 1977 voor de derde keer, met de Canadees-Amerikaanse actrice Adrienne Ellis.
Anderson werd 98 jaar oud.

## Filmografie

### Acteur
- 1938: Housemaster (Herbert Brenon)
- 1942: In Which We Serve (Noël Coward en David Lean)

### Regisseur

#### Lange speelfilms
- 1949 - Private Angelo (regie samen met Peter Ustinov)
- 1950 - Waterfront Women
- 1951 - Hell Is Sold Out
- 1951 - Night Was Our Friend
- 1953 - Will Any Gentleman...?
- 1953 - The House of the Arrow
- 1955 - The Dam Busters
- 1956 - 1984
- 1956 - Around the World in Eighty Days
- 1957 - Yangtse Incident
- 1958 - Chase a Crooked Shadow
- 1959 - Shake Hands with the Devil
- 1959 - The Wreck of the Mary Deare
- 1960 - All the Fine Young Cannibals
- 1961 - The Naked Edge
- 1964 - Flight from Ashiya
- 1964 - Wild and Wonderful
- 1965 - Operation Crossbow
- 1966 - The Quiller Memorandum
- 1968 - The Shoes of the Fisherman
- 1972 - Pope Joan
- 1975 - Doc Savage: The Man of Bronze
- 1975 - Conduct Unbecoming
- 1976 - Logan's Run
- 1977 - Orca
- 1978 - Dominique
- 1982 - Murder by Phone
- 1984 - Second Time Lucky
- 1986 - Separate Vacations
- 1989 - La bottega dell'orefice
- 1989 - Millennium
- 1999 - The New Adventures of Pinocchio

#### Televisie
- 1980 - The Martian Chronicles (1980) (serie)
- 1986 - Sword of Gideon (film)
- 1991 - Young Catherine (serie)
- 1993 - The Sea Wolf (film)
- 1994 - Rugged Gold (film)
- 1996 - Captains Courageous (film)
- 1997 - 20,000 Leagues Under the Sea (film)
- 1998 - Summer of the Monkeys (videofilm)

## Prijs
- 2012 - oeuvreprijs van de Directors Guild of Canada

## Nominaties
- 1956 - Around the World in Eighty Days : Golden Globe voor beste regisseur
- 1957 - Around the World in Eighty Days : Oscar voor beste regisseur